# Galleria municipale di Atene
La Galleria municipale di Atene è un'istituzione museale civica. Ospita una ricca collezione di circa 3000 opere di artisti greci dal XIX al XX secolo. Precedentemente collocata in via Peiraios, su piazza Eleftherias (Koumondourou), nell'ottobre 2010 la galleria si trasferì tre isolati più a nordovest all'angolo di via Myllerou e via Leonidou, su piazza Avdi a Metaxourgeio. Il trasferimento diede nuova vitalità all'immagine della galleria, da quel momento sita in un edificio del primo Novecento progettato da Hans Christian Hansen.

## Galleria d'immagini

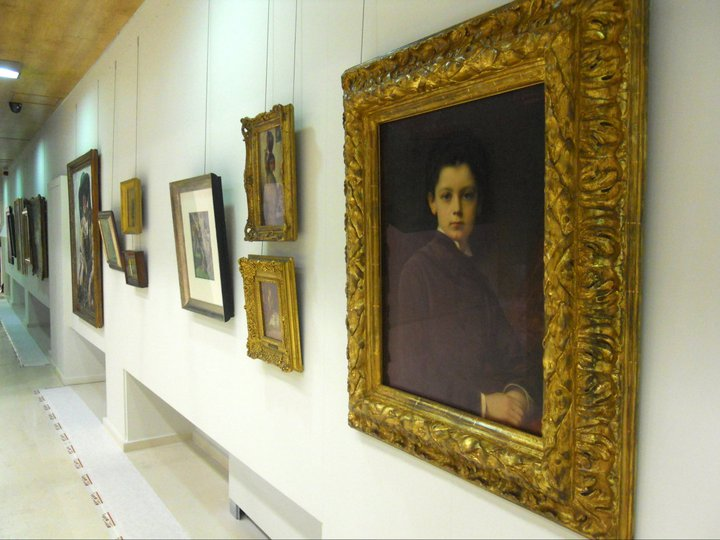
Municipal Gallery of Athens
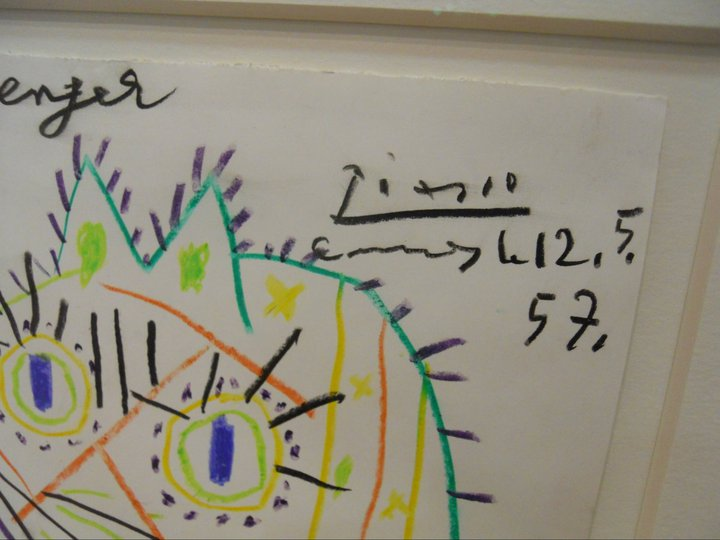
Municipal Gallery of Athens
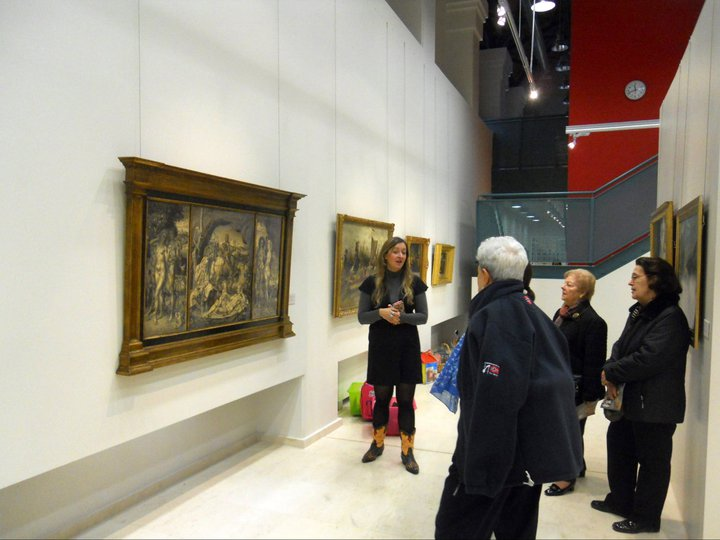
Municipal Gallery of Athens
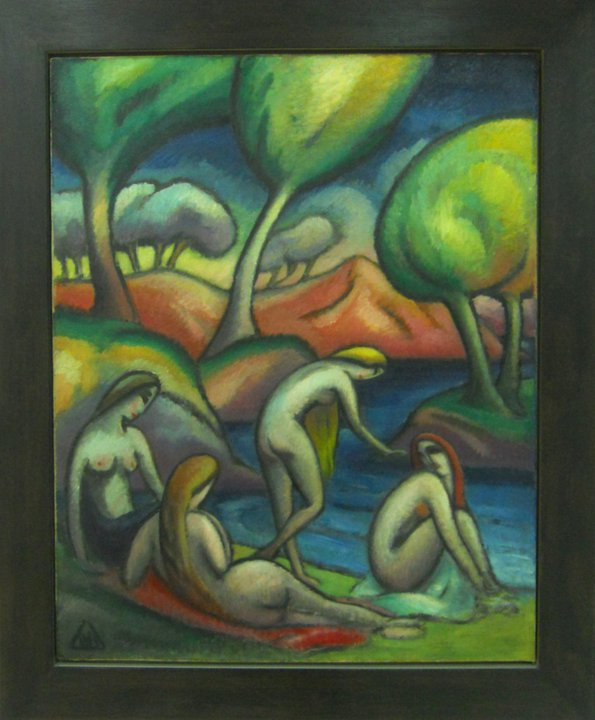
Municipal Gallery of Athens
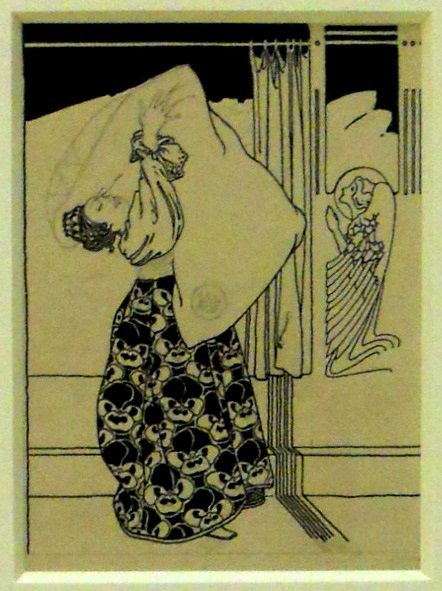
Municipal Gallery of Athens
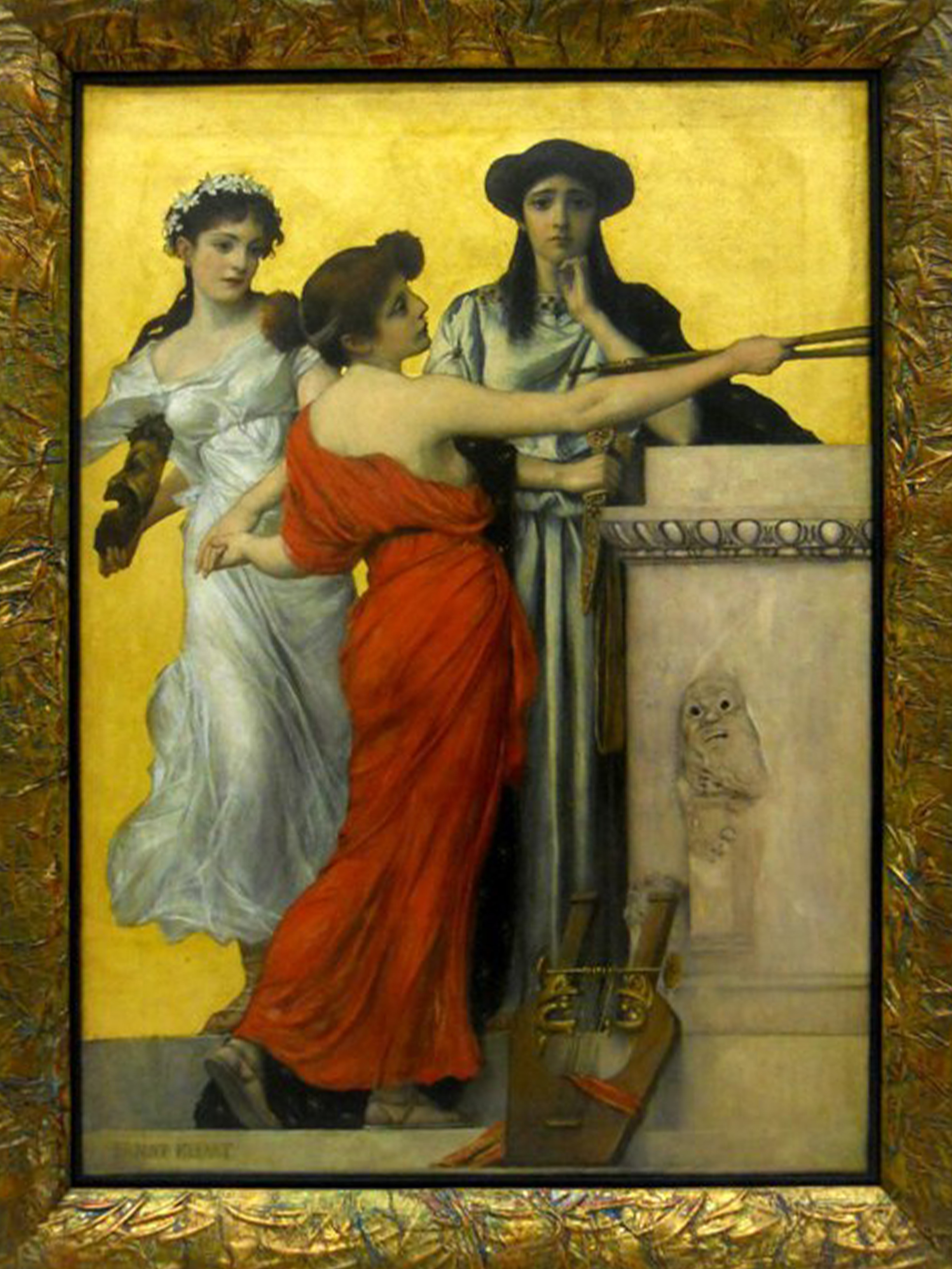
Municipal Gallery of Athens
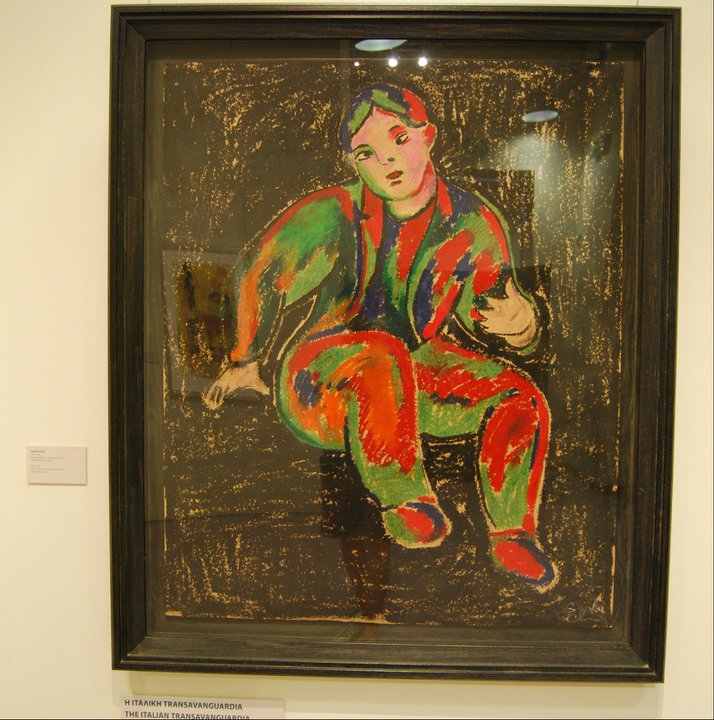
Municipal Gallery of Athens
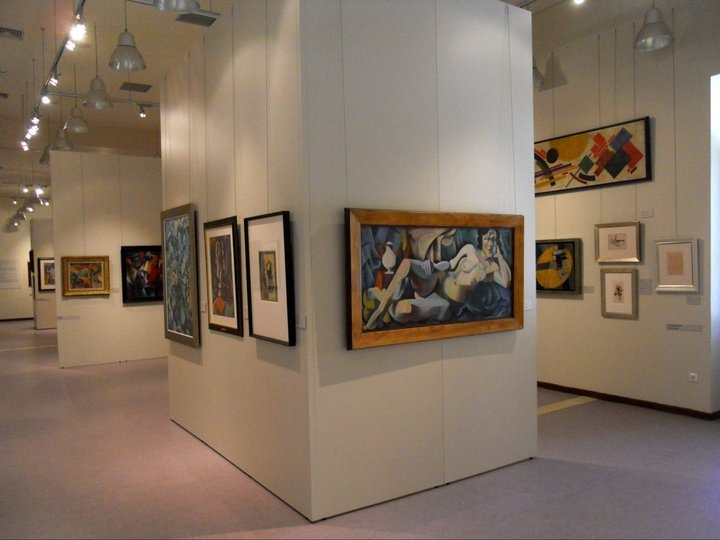
Municipal Gallery of Athens
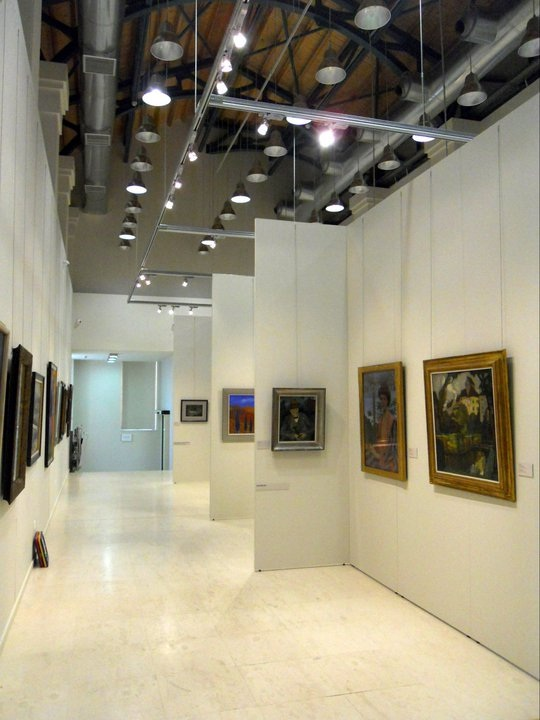
Municipal Gallery of Athens
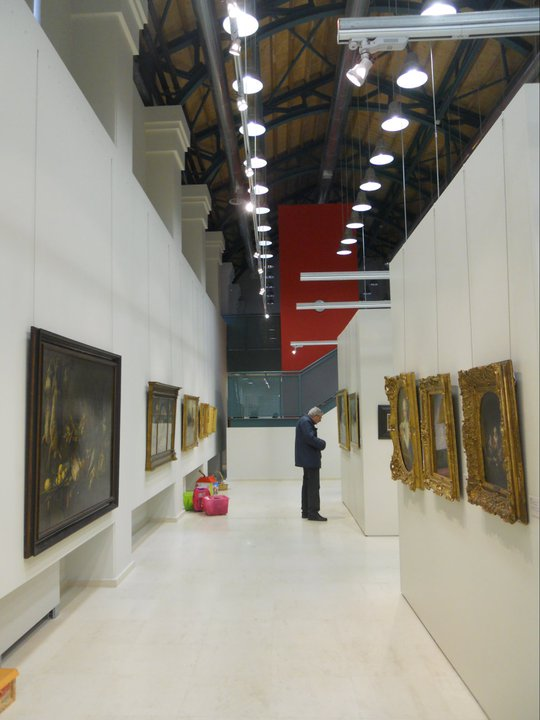
Municipal Gallery of Athens
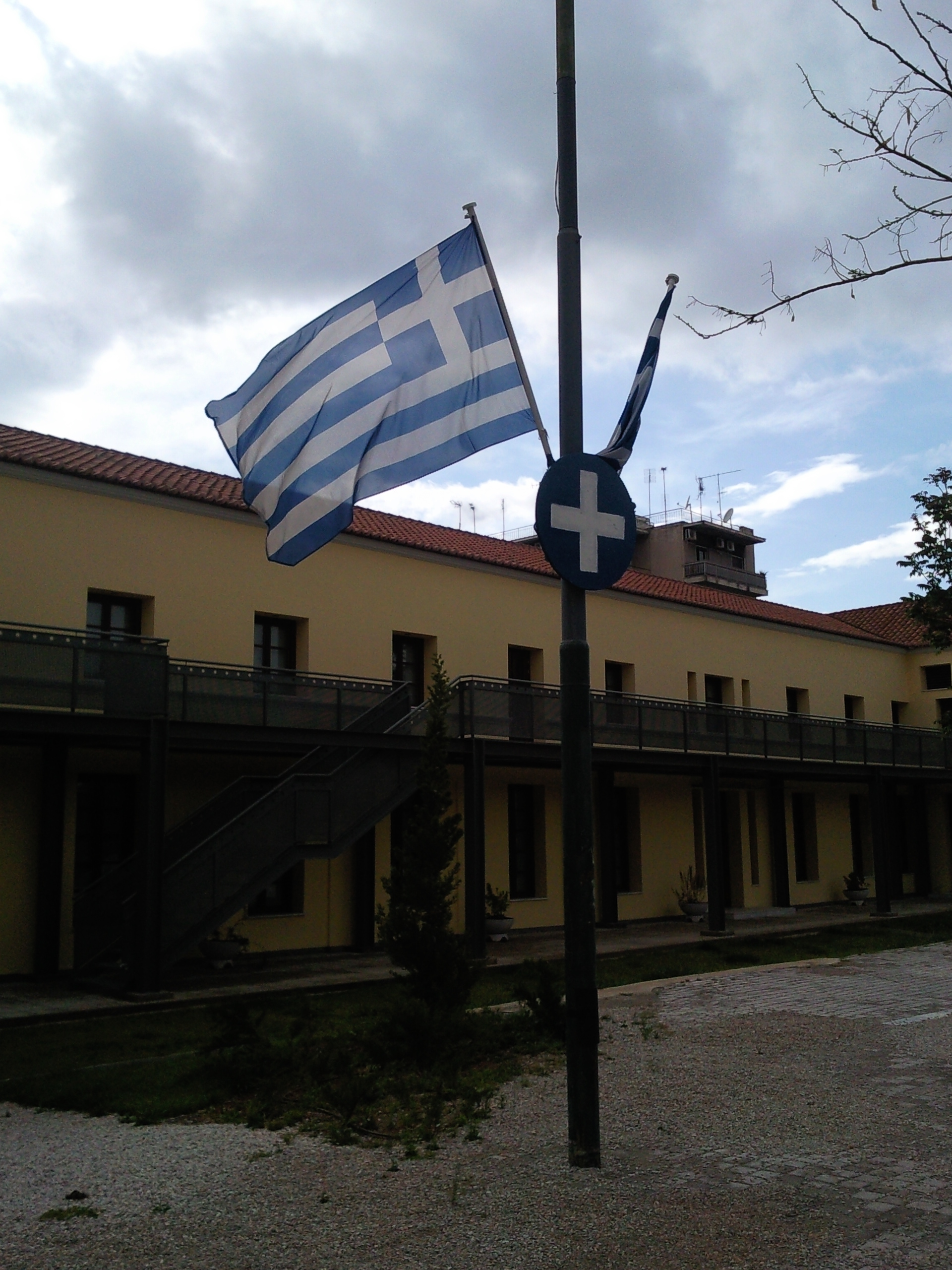
Municipal Gallery of Athens